# Муріло Мендес
Муріло Мендес (порт. Murilo Monteiro Mendes, 13 травня 1901 — 14 серпня 1975) — бразильський поет і письменник, представник бразильського сюрреалізму.

## Біографія
У різні роки працював телеграфістом, бухгалтером, чиновником. У 1950-ті роки багато подорожував по Європі. З 1957 року осів у Римі, де читав курси лекцій по бразильській літературі і Данте, в ході цих лекцій поет познайомився, а згодом і потоваришував з композитором Луїджі Даллапіккола. Останні роки життя провів у Португалії.

## Творчість
Почав публікуватися в 1930-х роках. Модернізм ранніх робіт поєднувався з іронічним осмисленням бразильських реалій. Поворотною вважається написана у співавторстві з Жорже ді Лімою збірка «Час і вічність» (1935), що ознаменувала прийняття Мендесом католицизму. У них іронія поступається місцем містицизму і наданню особливої значущості графіці віршів. Роботи 1940-х років (збірки «Метаморфози», 1944 та ін) відзначені впливом кубізму. У повоєнні роки звернувся до соціальних тем. Твори пізнього періоду творчості характеризуються великою строгістю та аскетичністю.
Три вірші Мендеса в перекладі на італійську Руджеро Якоббі були покладені на музику композитором Луїджі Даллапіккола в його «Молитвах» (1962).
Мендес також був відомий як арт-критик і колекціонер. Зібрані поетом твори сучасного мистецтва виставлені в музеї Жуіс-ді-Фора, відкритому в 2005 році.

## Твори
- Poemas (1930)
- Restauração da poesia em Cristo (1934)
- Tempo e Eternidade (1935).
- A poesia em pânico (1937)
- A idade do serrote (1938)
- O visionário (1941)
- As Metamorfoses (1944)
- O discípulo de Emaús (1944)
- Mundo enigma (1945)
- Liberdade (1947)
- Italianissima: 7 murilogrammi (1965).
- Convergências (1970)